# Восковица

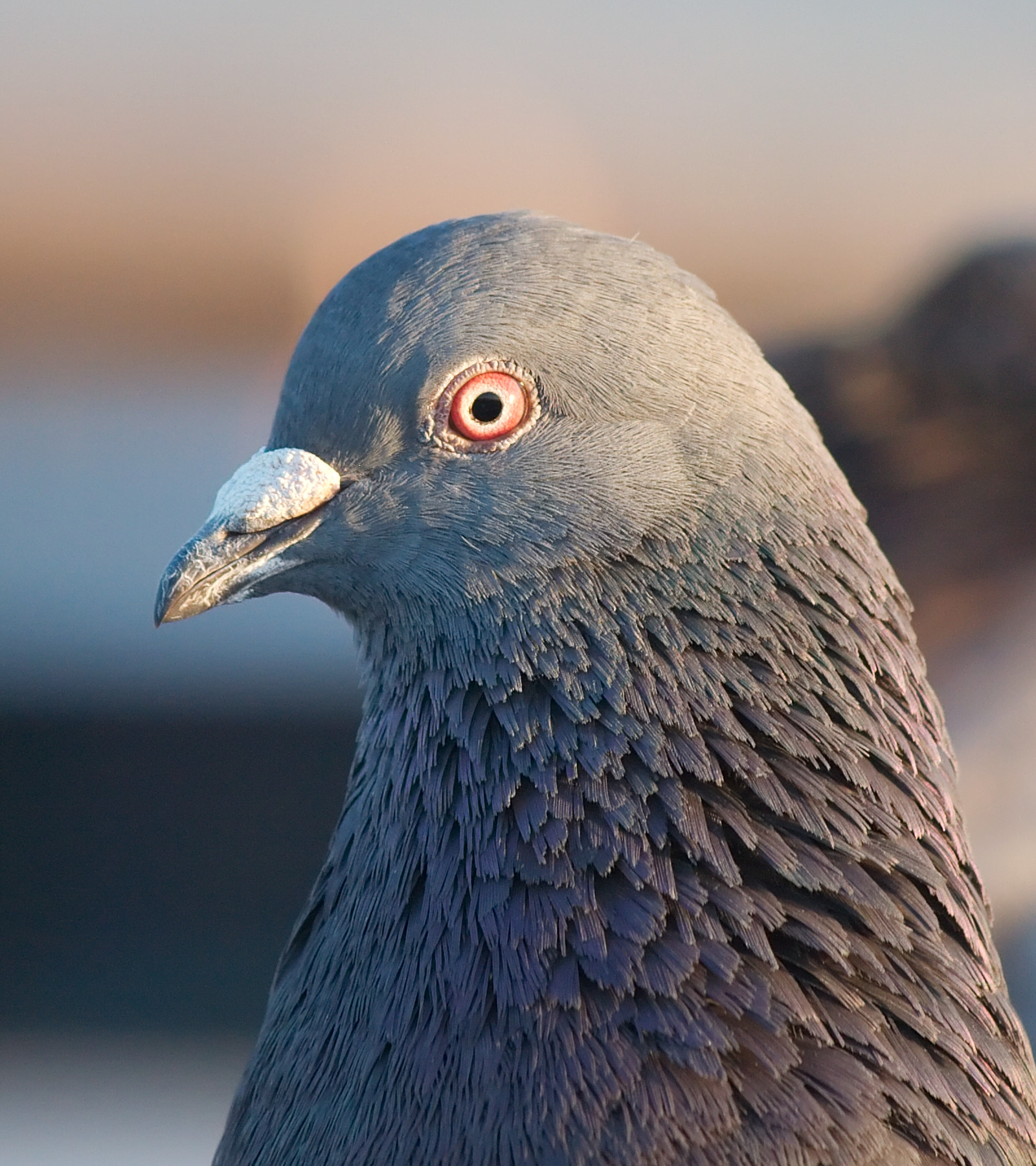
Белая восковица у голубя

Воскови́ца — участок утолщённой кожи у основания надклювья некоторых птиц (соколообразные, совообразные, голубиные, попугаеобразные), на котором расположены наружные отверстия ноздрей. Обычно восковица лишена перьев и может быть ярко окрашена (у многих хищных птиц окраска восковицы меняется с возрастом — жёлтая у старых, голубоватая у молодых). Оперённая восковица характерна для попугаев, орла-бородача. У некоторых сов прикрыта обращёнными вперёд перьями. Восковица облегчает движения надклювья.